# Grażyna Niestój
Grażyna Niestój (ur. 19 grudnia 1955) – polska wieloboistka, mistrzyni i rekordzistka Polski.

## Kariera sportowa
Była zawodniczką Spójni Warszawa i Gwardii Warszawa, jej trenerem był m.in. Sławomir Nowak.
Na mistrzostwach Polski seniorek na otwartym stadionie zdobyła sześć medali, w tym dwa złote w pięcioboju (1976, 1977), srebrny w skoku wzwyż (1977), srebrny w sztafecie 4 x 400 metrów (1979 i dwa brązowe w pięcioboju (1978, 1979). W halowych mistrzostwach Polski seniorek wywalczyła dwa złote medal w pięcioboju (1976 i 1977).
Była rekordzistką Polski w pięcioboju, wynikiem 4235 (30.07.1977). 
Rekordy życiowe:
- 100 m ppł – 13,60 (09.08.1975)
- skok w dal – 6.07 (27.08.1976)
- skok wzwyż – 1,82 (29.07.1977)
- siedmiobój – 4982 (31.08.1980)